# Plintă

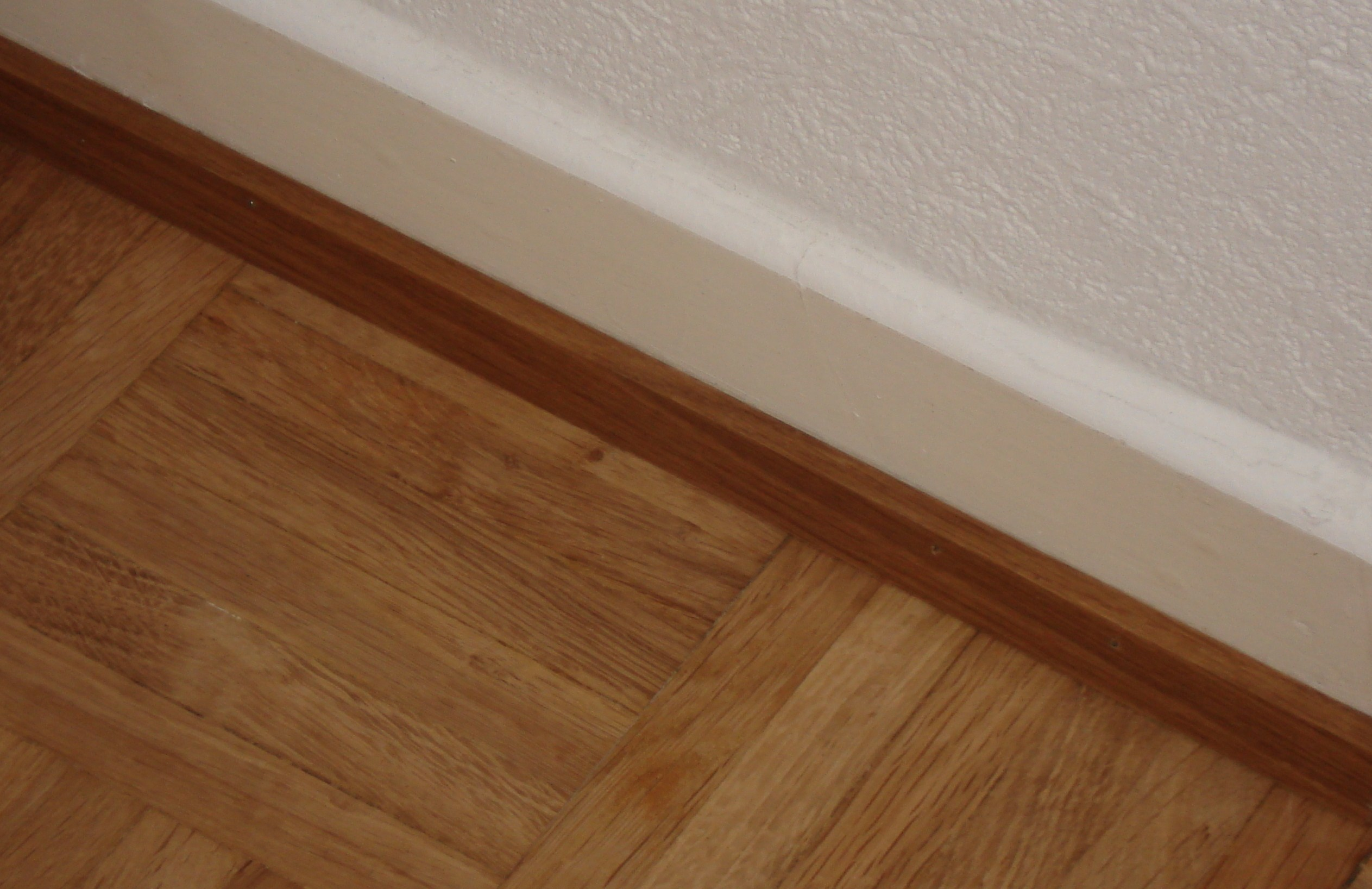
Plintă de lemn

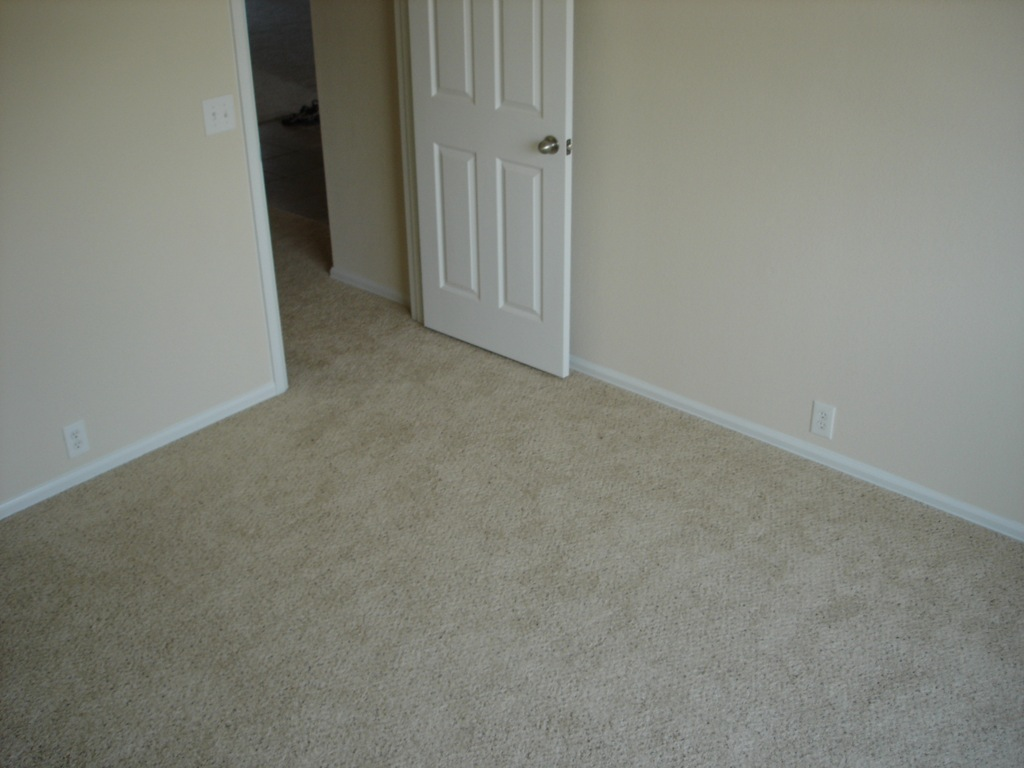
Plinte

Plintă este un element decorativ și de protecție, folosit în încăperi pentru a acoperi unghiul dintre perete și podea. Ea are rolul de a ascunde unele accesori sau elemente de finisaj, cum ar fi firele electrice sau marginile tapetelor și linoleumului, pentru a reda un aspect estetic mai bun. De asemenea, plinta ajută prin împiedicarea lipirea mobilierului de pereți și protejează partea de jos a pereților de lovituri (de picior, aspirator, mătură).
Plintele pot fi confecționate din lemn, ceramică, plastic ș.a.